# Arbeitsgericht Reutlingen

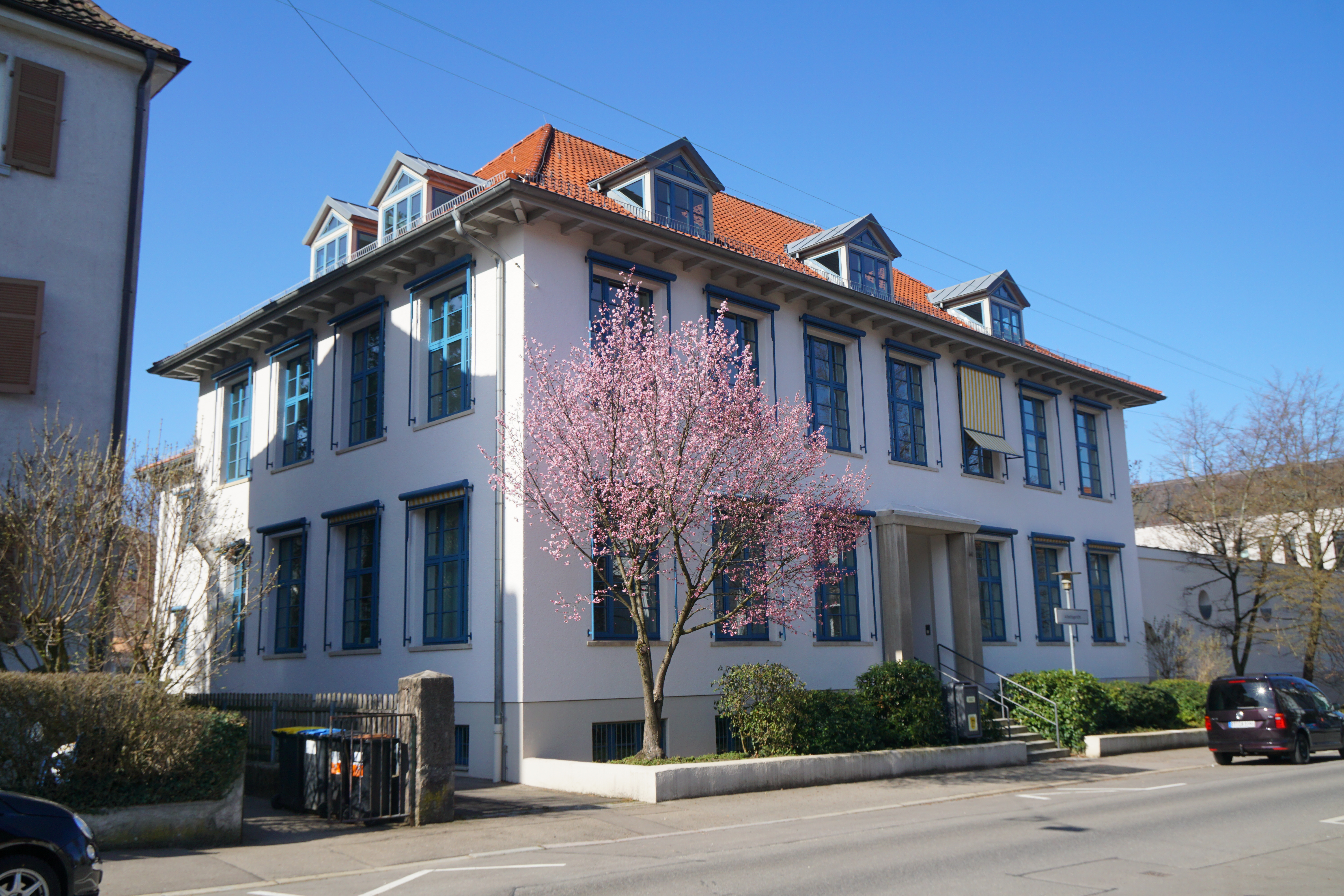
Arbeitsgericht Reutlingen

Das Arbeitsgericht Reutlingen übt die Gerichtsbarkeit in Arbeitssachen in den Landkreisen Reutlingen, Tübingen und Zollernalbkreis in erster Instanz aus. Der Sitz des Arbeitsgerichts befindet sich in Reutlingen. Gerichtstage der Güte- und Kammerverhandlungen der Verfahren aus dem Zollernalbkreis werden in Hechingen abgehalten. Es sind sieben Kammern eingerichtet, deren Zuständigkeit sich aus dem Geschäftsverteilungsplan ergibt. 
Das Arbeitsgericht Reutlingen ist im Rahmen seiner örtlichen Zuständigkeit als Eingangsinstanz zuständig für alle Klagen und Anträge, für die nach dem Arbeitsgerichtsgesetz der Rechtsweg zu den Gerichten für Arbeitssachen eröffnet ist. 
Das Gericht befindet sich in der Bismarckstraße 64 in unmittelbarer Nähe zum Finanzamt und zur Polizeidirektion (ca. 700 m Luftlinie östlich vom Marktplatz entfernt). Vom Hauptbahnhof ist das Arbeitsgericht zu Fuß in etwa 15 Minuten zu erreichen.